# Adolphe Schaeffer
Pour les articles homonymes, voir Schaeffer.
Adolphe Schaeffer (1873-1951) est un architecte français qui s'illustra dans le logement social de la ville de Lyon.

## Biographie
Né à Vénissieux le 26 septembre 1873, Victor Adolphe Schaeffer suit des études d'architecture à l'École des Beaux-Arts de Paris, se forme dans l'atelier de Scellier de Gisors et Defrasse et obtient son diplôme d'architecte en 1902. Il se marie avec Mathilde Saget dans les Vosges le 7 septembre 1906.

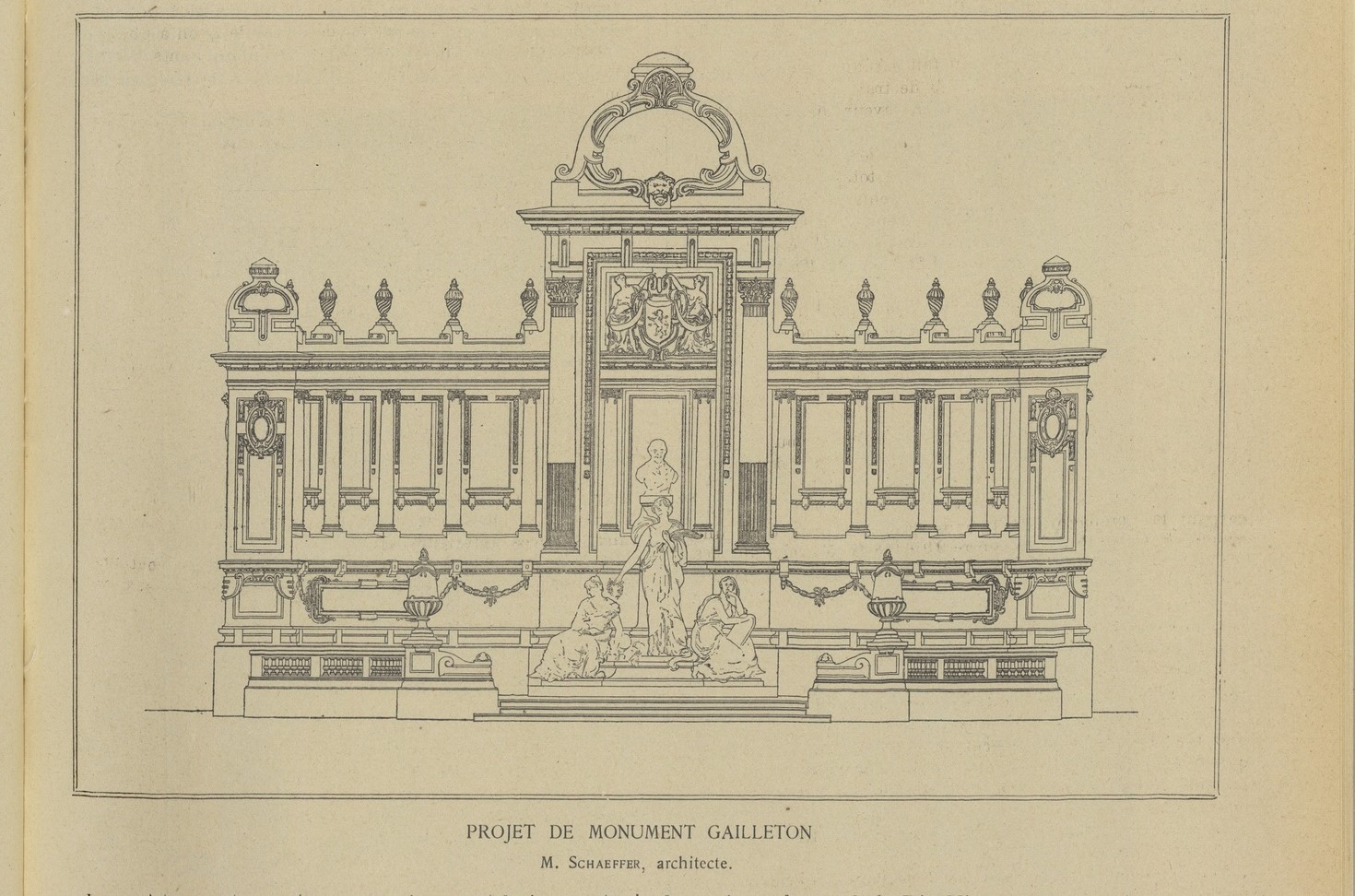
Plan de Adolphe Schaeffer proposé en 1909 au concours public.

De retour à Lyon, il participe à des concours publics et obtient : le monument Gailleton en 1909, une porte éphémère pour le palais de l'automobile en 1913, et le premier prix du concours d'idée pour « l'embellissement de Lyon » après la démolition de l'Hôpital de la Charité en 1924.
Dès 1911, il est remarqué au salon d'architecture de Lyon pour les études qu'il mène sur les habitations économiques collectives et les habitations séparées à caractère social. En 1913, il est lauréat du concours lancé par la Société anonyme démocratique des habitations à bon marché de Lyon. Entre les deux guerres, il participa à d'autres concours d'HBM (Habitations à bon marché) qui toutes reposent sur deux plans : la distribution interne et les nouvelles règles d'hygiène pour lutter contre le logement insalubre des ouvriers.
Bien que contemporain de Tony Garnier, il n'est pas sensible aux avancées architecturales de son confrère mais milite avec lui par ailleurs pour la préservation du vieux Pérouges (Ain), où il achètera une maison et y terminera sa vie le 22 août 1951 à l'âge de 78 ans.